# MS Villa de Teror
El MS Villa de Teror fue el nombre de un ferry fletado por la armadora española Trasmediterránea. Actualmente pertenece a la naviera canadiense CTMA, bajo el nombre de MV Madeleine II.
El buque fue originalmente conocido por el nombre de proyecto Viking ADCC y fue encargado por la compañía de transbordadores finlandesa Viking Line. El barco iba a ser construido por el astillero español Astilleros de Sevilla y originalmente estaba prevista su entrega en 2009. Se planeó que el barco entrara en servicio para prestar servicio a la ruta Mariehamn-Kapellskär, reemplazando al Rosella. El Viking ADCC habría sido el primer ferry nuevo en navegar en esta ruta marítima.
El pedido del barco se canceló el 8 de febrero de 2010, debido a que el astillero andaluz no pudo completar su construcción a tiempo.

## Construcción
El ferry fue proyectado específicamente para las necesidades del corto trayecto entre Mariehamn y Kapellskär. Muchas de sus características fueron diseñadas para minimizar el impacto medioambiental.
Fue encargado por Viking Line a Astilleros de Sevilla de España el 29 de enero de 2007. En junio del mismo año, el contrato de construcción del buque se vendió al fondo de inversión español Bansalease, que fletaría el barco a Viking Line cuando se encontrase terminado. La quilla del buque se colocó el 6 de mayo de 2008.
Hasta 2013, el casco a medio construir del buque permaneció en el astillero con un futuro incierto. En febrero, se informó que el barco sin terminar había sido vendido a otro astillero español, Factorías Vulcano, que finalizaría su construcción. Luego de algunos trabajos menores realizados en Sevilla por personal de la empresa gallega, el casco inacabado fue botado el 29 de mayo de 2013 y en junio remolcado al astillero Factorías Vulcano en Vigo.
La larga búsqueda de un comprador terminó cuando se firmó el acuerdo de venta del barco a Trasmediterránea a finales de abril de 2017. El barco debería haber sido terminado y entregado antes de la temporada alta de 2018. Sin embargo, existió un retraso en los trabajos de construcción, en parte debido a la mala situación económica de Factorías Vulcano. Las primeras pruebas en el mar se realizaron en octubre de 2018 y cuando se reanudaron las obras en el buque el 25 de marzo de 2019, tras varios meses de inactividad, aún quedaban unos 42 días hábiles de trabajo estimados. Después de seguir incumpliendo los de plazos de entrega, el ferry finalmente abandonó el astillero el 27 de junio de 2019 y aproximadamente una semana después comenzó a operar las rutas Motril-Nador y Motril-Alhucemas. El Buque antes de ser trasladado a su ruta estuvo navegando en la línea a Fuerteventura y también de Tenerife a La Palma y de Las Palmas a Tenerife. 

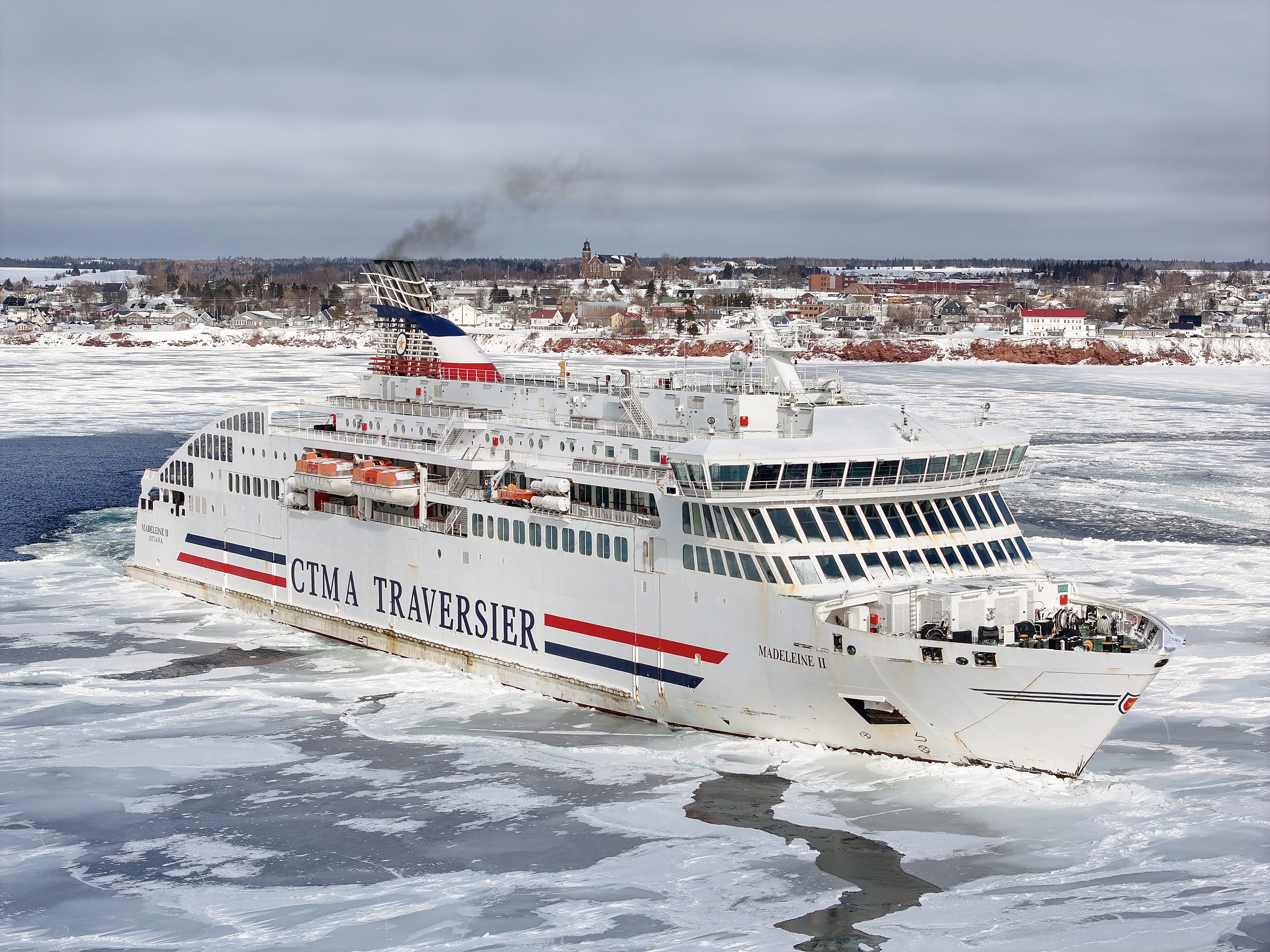
Madeleine II en Canadá

El 16 de septiembre de 2020, el gobierno de Canadá anunció que había comprado el barco por 155 millones de dólares para reemplazar al ferry Madeleine. en la ruta de la CTMA entre Souris (Isla del Príncipe Eduardo) y Cap-aux-Meules en las Islas de la Magdalena de Quebec desde el verano de 2021. Esto pretende ser una medida provisional, ya que está previsto que un buque de nueva construcción entre en servicio en la ruta en 2026.

## Nombre
Durante los meses de verano de 2008, se llevó a cabo un concurso para nombrar el barco. Dado que nunca se entregó a Viking Line, el ganador del concurso y su nombre final nunca se publicaron. En abril de 2018 se informó que el nombre del nuevo buque de la flota de Trasmediterránea sería Villa de Teror, en referencia a la localidad de Teror, también conocida con el nombre más largo de Villa Mariana de Teror. El Buque antes de ser trasladado a su ruta estuvo navegando en la línea a Fuerteventura y también estaba navegando de Tenerife a La Palma y de Las Palmas a Tenerife. 

## Diseño
Muchas de las características interiores previstas originalmente para el proyecto original Viking ADCC fueron sugeridas en una votación organizada por Viking Line. Los interiores del barco fueron diseñados por Tillberg Design, una empresa sueca que también diseñó los interiores del Viking XPRS construido en 2008. Las instalaciones de a bordo debían incluir dos restaurantes, una cafetería de dos pisos, una pista de baile y salas de conferencias. Al igual que el "Viking XPRS", "Viking ADCC" se diseñó con cubiertas separadas para vehículos de carga y pasajeros. Para Trasmediterránea se realizaron cambios en la arquitectura e interiores del barco diseñados por la empresa española Oliver Design.